# Деритенд

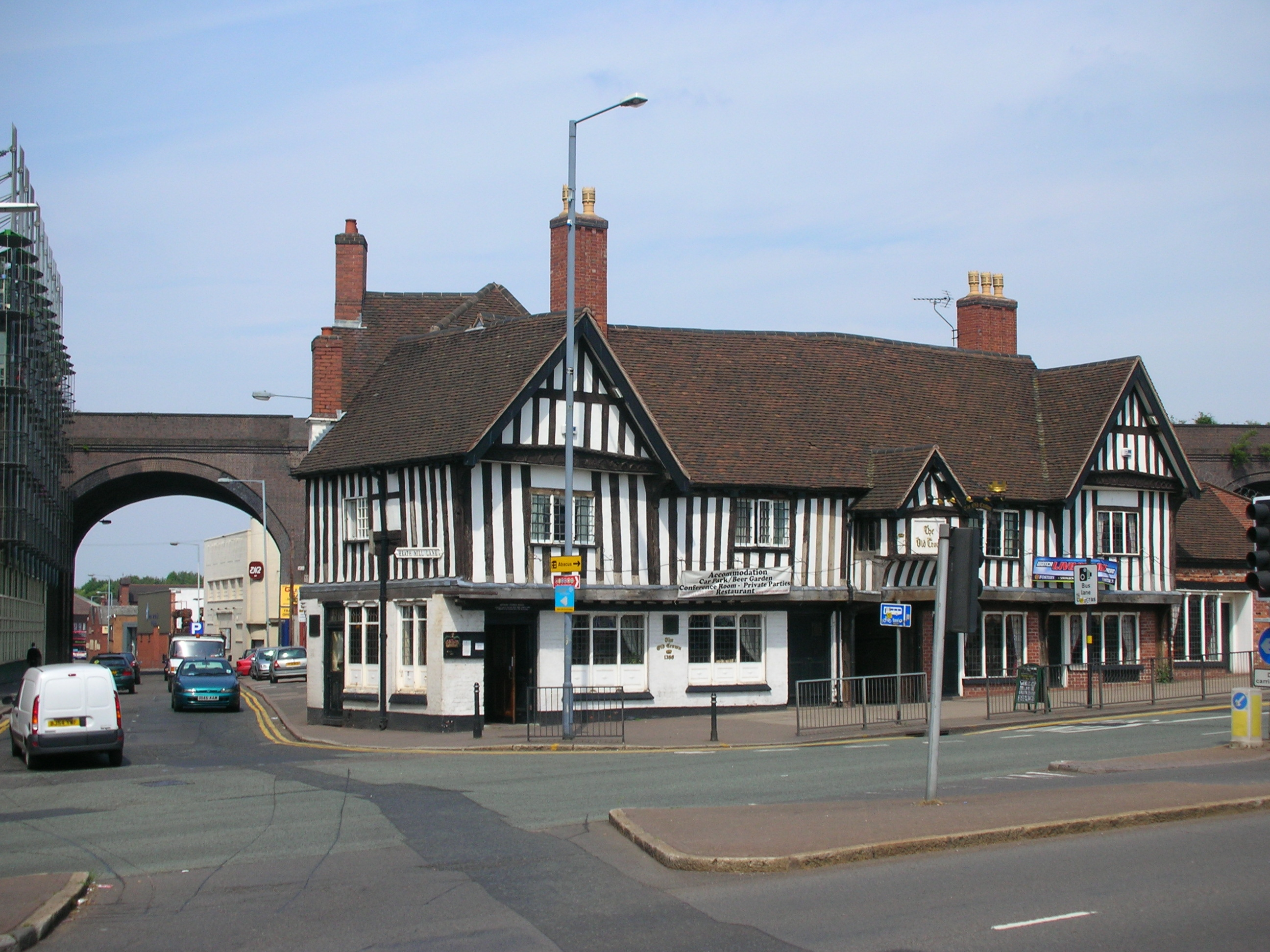
«Стара корона» в Деритенді — єдина, що збереглася, середньовічна будівля в центрі міста Бірмінгем.

Деритенд — це історичний район Бірмінгема, Англія, побудований навколо переправи річки Реа. Вперше згадується у 1276 році. Сьогодні Деритенд зазвичай вважається частиною Дігбета.

## Історія
Деритенд був переправою річки Реа до того, як Бірмінгем мав якесь значення. Коли Пітер де Бермінгем отримав хартію на ринок близько 1156 р., Територія на захід від переправи, Дігбет і далі, переросла в теперішній Бірмінгем. Деритенд (раніше називався Дер-ят-енд, можливо, Олені ворота) був біля річки в сторону Уорвіка в парафії Астон.
Вперше Деритенд згадується в 1276 році, коли повідомляється, що ділянка на дорозі в містечку Бірмінгем зазіхає на ділянку землі в парафії Астон. Першим згадує про Деритенд по імені — сер Джон де Бермінгем у 1381 році, який називає це «Duryzatehende». Подальша зміна трапляється в 1430 році в юридичному записі, написаному латиною, де він фігурує як «Durghzatende iuxta Brymyngeham». Буква після «gh» не існує в сучасній англійській мові, і відрізняється від попередньої «g».

## Паб «Стара корона»
Паб «Стара корона» на Деритенд-Хай-стріт, як стверджується, є найстарішим існуючим світським будинком у Бірмінгемі. Він належить до II класу, і претензії датуються приблизно 1368 роком, зберігаючи його «чорно-білий» брус, хоча майже вся нинішня будівля датується початком 16 століття.

## Будинки
У Деритенді є ряд помітних будівель, серед яких:
- Адам і Єва, громадський будинок, що датується 18 століттям;
- заварний завод, мистецький комплекс;
- центр Святого Василія.

При будівельних роботах в цьому районі в 1953 році знайшли гончарні вироби, що відносяться до середньовічного періоду. Зараз вони експонуються в Бірмінгемському музеї та художній галереї.

## Видатні люди
- Джон Роджерс, ранній мученик маріанських переслідувань .